# フリアント
フリアント（チェコ語: Furiant）は、ポルカ、ソウセツカー同様、チェコの民族舞曲の一種。
楽譜上は3拍子で書かれているが、実際には主要なフレーズが＜2+2+2+3+3＞で開始され、その後に3拍子の音楽が続く。この変則的なリズムと急速なテンポが相俟って、力強く推進力があり、且つ激しい曲想を聴く者に印象付ける。
実例としては、ドヴォルザークのスラヴ舞曲集Op.46の第1曲をはじめ、スメタナやフィビフのピアノ作品にも使われている。またドヴォルザークは、フリアントと哀歌ドゥムカを組み合わせて使うことが多い。

## フリアントを用いた作品
- スメタナ （Bedřich Smetana）
  - 歌劇「売られた花嫁」
  - チェコ舞曲集　第2集第1曲
- ドヴォルザーク （Antonín Dvořák）
  - スラヴ舞曲集 Op.46-1,8
  - 2つのフリアント Op.42
  - チェコ組曲 Op.39
  - 弦楽四重奏曲第10番 Op.51
  - ヴァイオリン協奏曲 Op.53
  - 交響曲第6番 Op.60 より第3楽章
  - ドゥムカとフリアント Op.12
  - 交響曲第7番 Op.70 より第3楽章
  - 詩的な音画 Op.85
- フィビフ （Zdeněk Fibich）
  - 気分、印象と追憶 Op.47-59
  - ソナチネ　第3楽章
- ヴィーチェスラフ・ノヴァーク （Vítězslav Novák）
  - 「若さ」より「フリアント」Op.55-20
  - 「3つのチェコ舞曲」より「フリアント」Op.15-3
- アドルフ・ミシェク（Adolf Míšek）
  - コントラバス・ソナタ 第2番 ホ短調 Op.6 より 第3楽章 Furiant